# Tardenois
Pour les articles homonymes, voir Tardenois (homonymie).
Le Tardenois est une région naturelle de France.

## Localisation
Historiquement, le Tardenois se situe à la limite des départements de la Marne, en Grand Est, et de l'Aisne, en Hauts-de-France. L'ancienne communauté de communes du Tardenois est exclusivement située en Hauts-de-France, dans la partie méridionale de l'Aisne, tandis que la communauté de communes Ardre et Tardenois est incluse dans la Marne.

## Toponymie
Trois auteurs du XIXe siècle ont expliqué différemment l'étymologie du mot « Tardenois ».
Selon Amand de Vertus, ce mot signifierait « tête de la forêt des Ardennes », expression qui se traduirait en celtique par tau ardouina et en latin par testa ardenensis.
Pour Auguste Longnon, « Tardenois » dériverait du nom d'un ancien chef-lieu, Tardunum, dont la racine celtique dun évoquerait un lieu construit sur une élévation. Ce chef-lieu aurait aujourd'hui disparu ou changé de nom ; il pourrait éventuellement s'agir de l'actuel Mont-Notre-Dame.
L'abbé Pécheur, en revanche, rapprochant « Tardenois » d'une racine celtique tard signifiant « source », donne comme significations possibles à ce mot « pays arrosé de nombreux cours d'eau » ou « pays tourbeux ».

## Histoire

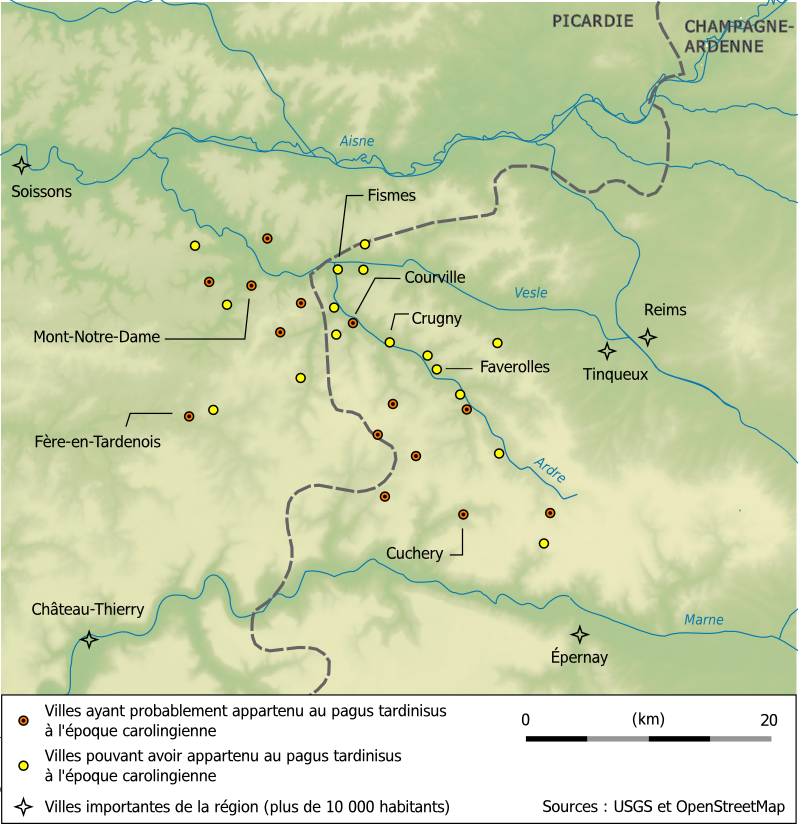
Carte du pagus du Tardenois à l'époque carolingienne.

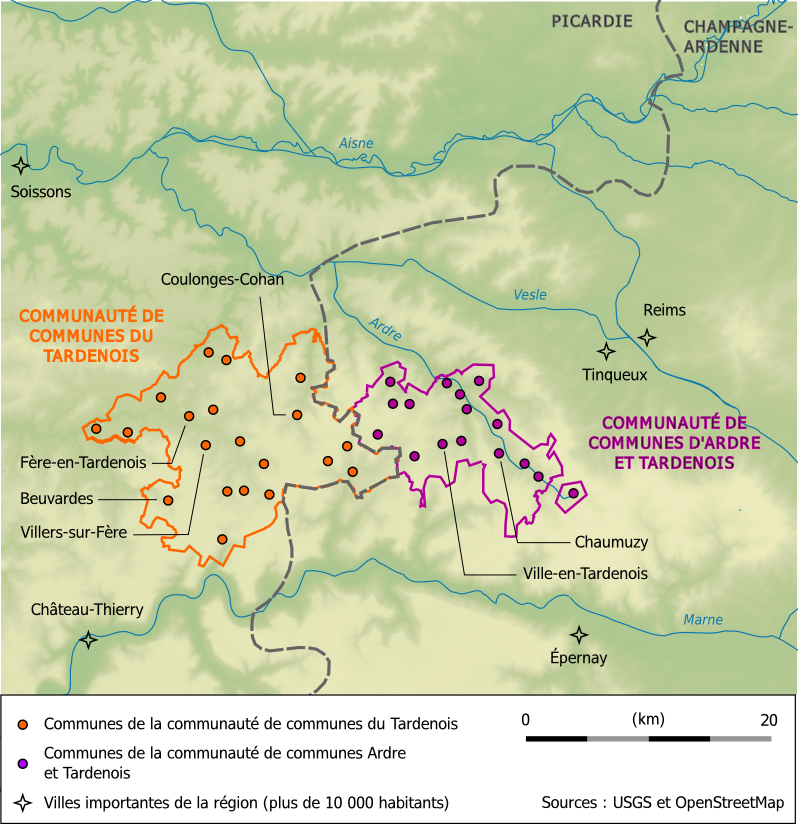
Carte des communautés de communes du Tardenois et d'Ardre et Tardenois.

La région du Tardenois semble avoir joué un rôle important à la Préhistoire ; elle a d'ailleurs donné son nom au « Tardenoisien », industrie préhistorique de production de microlithes, dont de nombreux vestiges ont été retrouvés dans la région.
Le Tardenois aurait fait partie, avant la guerre des Gaules, du territoire (civitas) des Suessions, dont il aurait constitué un pagus, c'est-à-dire une sous-division administrative. Après la conquête de la Gaule par les Romains, les Suessions auraient été placés sous l'autorité des Rèmes, en reconnaissance de l'aide apportée à Jules César par ces derniers. Ils auraient rapidement retrouvé leur liberté mais leur territoire s'en serait trouvé partiellement amputé ; en particulier, ils auraient perdu une petite partie du Tardenois.
À l'époque carolingienne et dans le cadre du système des missi dominici instauré par Charlemagne, le Tardenois serait devenu un comté. Il est cité à ce titre dans un capitulaire de la fin du IXe siècle ou dans un texte de 853 qui le nomme pagus tardinisus. Il se serait trouvé à cheval entre les diocèses de Soissons et de Reims.
Sa nature administrative aurait progressivement disparu et il serait devenu simple zone géographique. À cette période, du fait de l'imprécision des frontières du Tardenois et de la disparition d'autres pagi (comme le Bainsonois, au sud), des villes n'appartenant initialement pas au Tardenois auraient pu être considérées comme en faisant partie. Les terres du Tardenois seraient devenues, au moins en partie, propriété des comtes de Troyes.
Les communautés de communes du Tardenois et d'Ardre et Tardenois ont été fondées en 1996,.

## Paysage

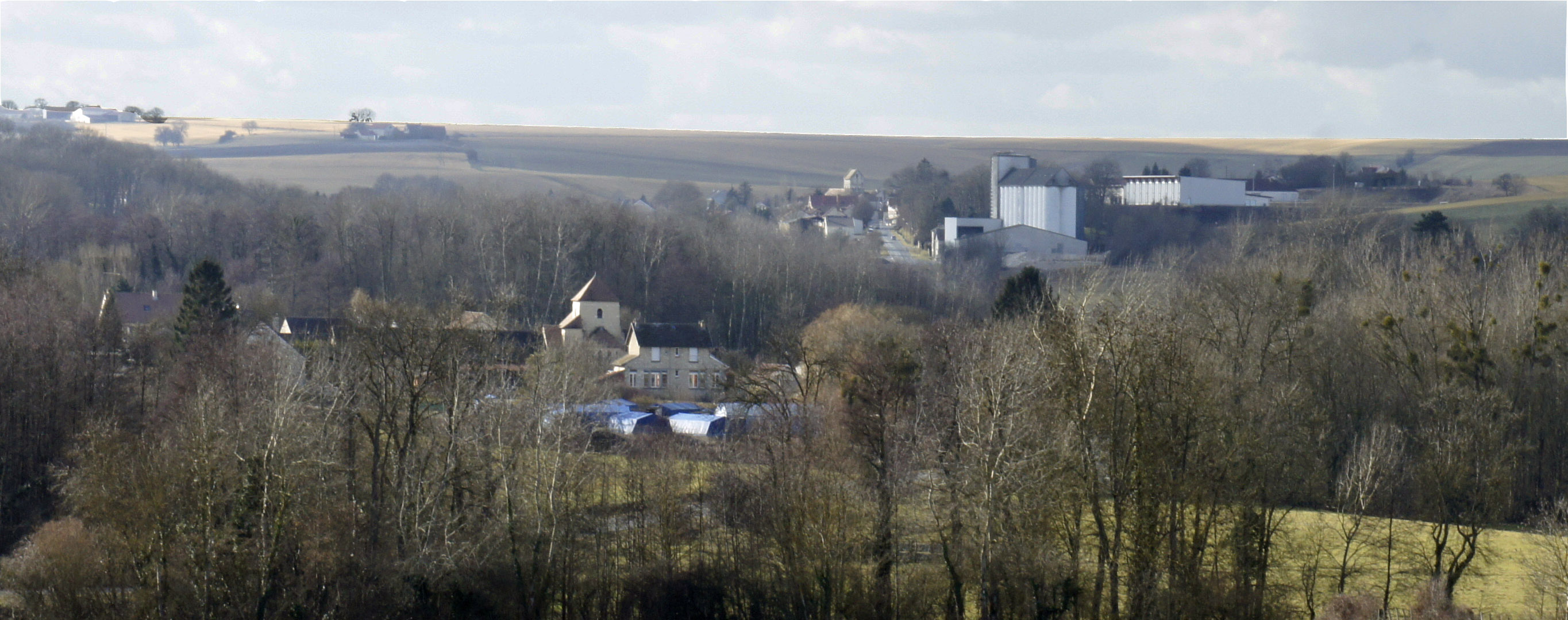
Le paysage est du Tardenois.

Le Tardenois est un pays vallonné contenant plusieurs cours d'eau, dont la Marne, la Semoigne, la Vesle et l'Ardre. Il aurait initialement été largement boisé, très vaste à l'époque gauloise mais progressivement défriché. Il fait liaison entre la Brie et la Champagne crayeuse.
La bruyère commune y pousse abondamment.

## Patrimoine culturel

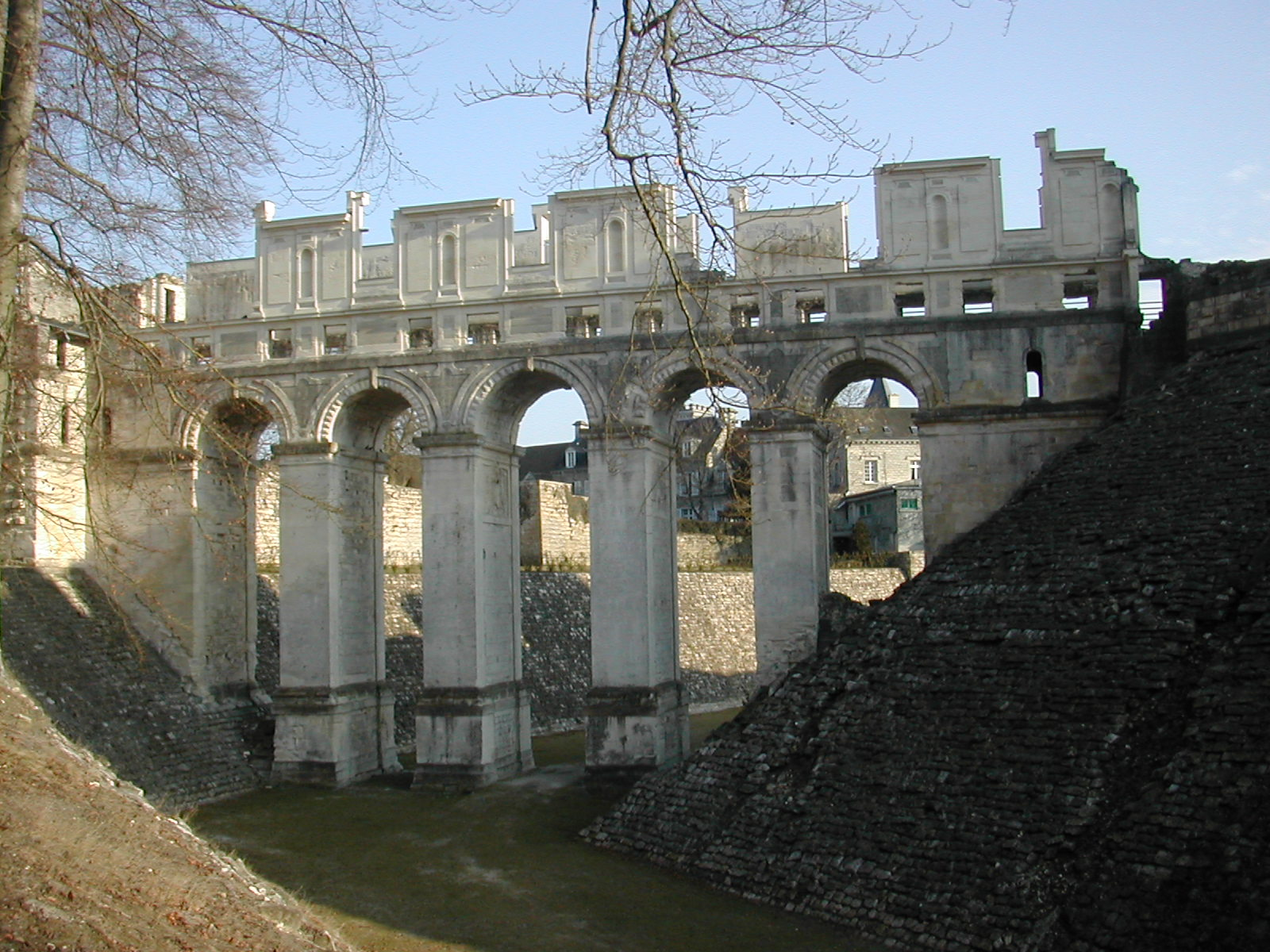
Galerie Renaissance du Château de Fère.
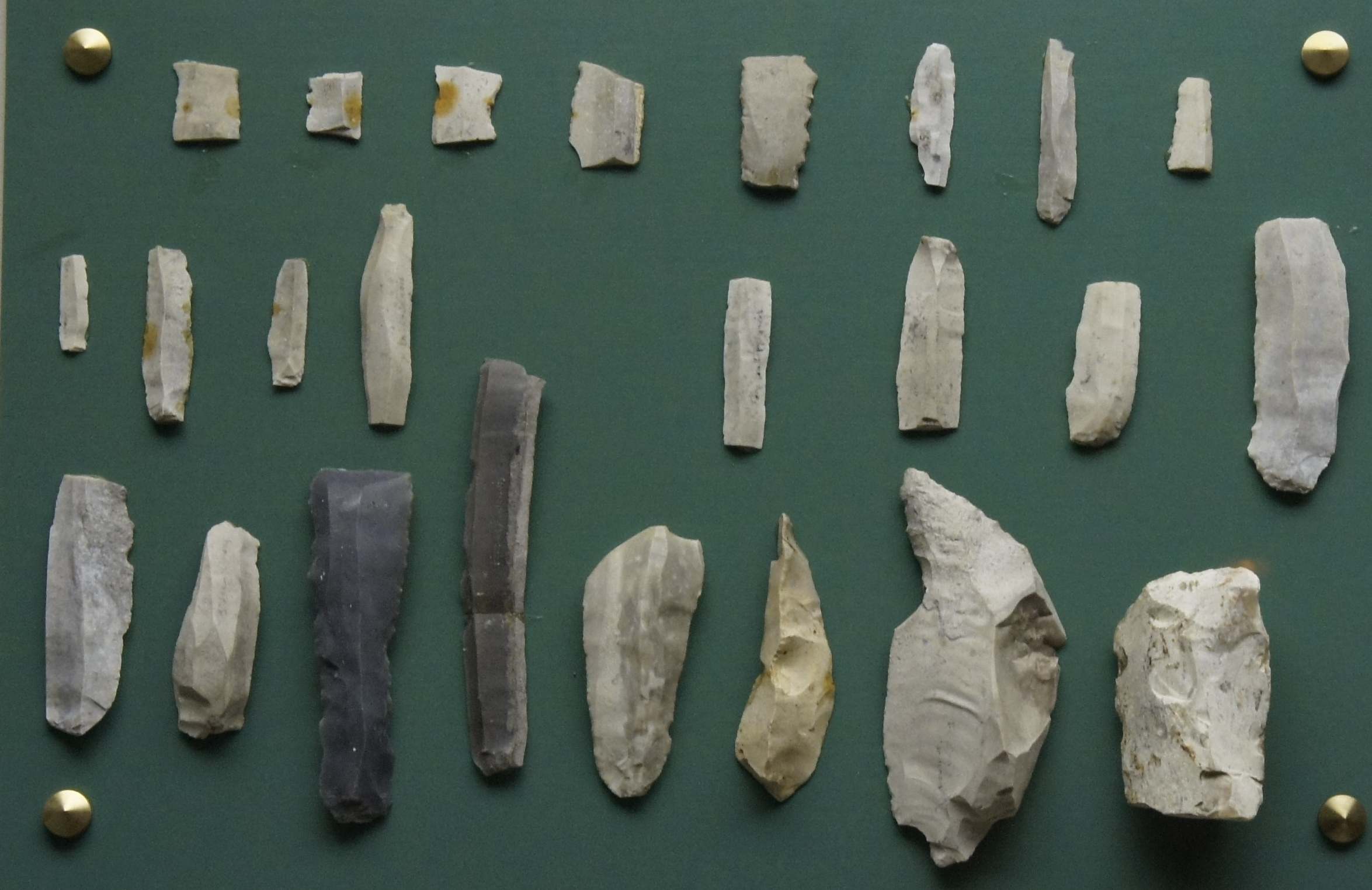
lames et burins présentés au musée st-Remi.

Le Tardenois comporte plusieurs monuments historiques, en particulier les châteaux de Fère-en-Tardenois et de Nesles, ainsi que des églises romanes, notamment dans la vallée de l'Ardre. Il garde également des traces des combats qui s'y sont tenus pendant la Première Guerre mondiale, avec, par exemple, la présence à Seringes-et-Nesles d'un cimetière américain.

## Dans la culture contemporaine
L'auteur de bande-dessinées Gad a situé l'intrigue d'un épisode de sa série Ultimex dans une région des enfers appelée le Tardenois. Les édifices médiévaux présents dans l'épisode évoquent le Château de Fère-en-Tardenois.

### Sources
- Abbé Pécheur, « Mémoire sur la cité des Suessions », Bulletins de la société historique de Soissons, vol. 7 (série 2),‎ 1876, p. 165-378 (lire en ligne)
- Auguste Longnon, Étude sur les pagi de la Gaule, Librairie A. Franck, F. Vieweg, propriétaire, coll. « Bibliothèque de l'École des Hautes Études », 1869-1972 (lire en ligne)